# Magic Disk
Magic Disk è il sesto album del gruppo rock giapponese Asian Kung-Fu Generation (in lingua madre アジアン・カンフー・ジェネレーション|Ajian Kanfū Jenerēshon).
L'album, uscito il 23 giugno 2010, fu preceduto dall'uscita del singolo Shinseiki no Love Song (letteralmente "Canzone d'amore del nuovo secolo"), prima traccia dell'album, uscito alla fine del 2009.

## Il disco
La copertina dell'album fu disegnata da Yusuke Nakamura, famoso anche per la realizzazione dei disegni e dei personaggi di Tatami Galaxy.
L'extra track Solanin fece da colonna sonora all'omonimo film del 2010, scritto da Asano Inio e diretto da Takahiro Miki. Nel film la canzone è interpretata da Kengo Kōra.

## Tracce
1. Shinseiki no Love Song (新世紀のラブソング)
2. Magic Disk (マジックディスク)
3. Soushiyou (双子葉)
4. Sayonara Lost Generation (さよならロストジェネレイション)
5. Maigo Inu to Ame no Beat (迷子犬と雨のビート)
6. Aozora to Kuroi Neko (青空と黒い猫)
7. Kakū Seibutsu no Blues (架空生物のブルース)
8. Last Dance wa Kanashimi wo Nosete (ラストダンスは悲しみを乗せて)
9. Microphone (マイクロフォン)
10. Rising Sun (ライジングサン)
11. Yes (イエス)
12. Daidai (橙)

Extra Track:
1. Solanin (ソラニン)

## Formazione
- Masafumi Gotō
- Kensuke Kita
- Takahiro Yamada
- Kiyoshi Ijichi